# Farmexim
Farmexim este o companie din România care are ca obiect de activitate importul și distribuția de produse farmaceutice, înființată în anul 1990, în București. Compania face parte din Grupul Farmexim, din care mai fac parte și lanțul de farmacii HelpNet și GreenNet, companie specializată în importul și distribuția de produse cosmetice și suplimente alimentare.
Rezultate financiare: (milioane Euro)
| An               | 2008 | 2007 | 2006 | 2005 | 2004 |
| ---------------- | ---- | ---- | ---- | ---- | ---- |
| Cifra de afaceri | 160  | 150  | 104  | 80   | 55   |